# Tutto si accomoda
Tutto si accomoda è un film del 1912 diretto da Baldassarre Negroni.